# Schinhorn
Ne doit pas être confondu avec Gross Schinhorn.
Le Schinhorn est un sommet des Alpes bernoises qui culmine à 3 797 m d'altitude.
Il se trouve au nord-est du Lötschental et au sud-ouest du Grosser Aletschfirn (névé de la partie nord-ouest du glacier d'Aletsch), dont il est séparé par le Sattelhorn.

## Premières ascensions
- 30 août 1869 : arête sud-est par Ernst Justus Häberlin, Andreas von Weissenfluh et Johann von Weissenfluh.
- 11 août 1882 : face sud par Christian Almer père et fils et W. A. B. Coolidge.
- 28 juillet 1900 : traversée Distlighorn - Schinhorn par Julien Gallet, Joseph Kalbermatten et Abraham Müller.
- 6 septembre 1913 : arête est par Aldo Bonacossa, Miss Rosamond Botsford et le comte Ugo di Vallepiana.

## Alpinisme
Le Schinhorn est accessible par le glacier de l'Oberaletschfirn et la cabane de l'Oberaletsch.
Le Schinhorn dispose de plusieurs itinéraires d'ascension de difficulté modérée à moyenne :
- Éperon est : D- ;
- Traversée Distlighorn - Schinhorn : AD+.